# Jugoslávský trikolorní honič
Jugoslávský trikolorní honič (srbsky: Српски тробојни гонич / Srpski trobojni gonič) je plemeno psa vyšlechtěné v 19. století v Srbsku. Dle Mezinárodní kynologické federace (FCI) patří do skupiny Honiči a barváři.

## Historie
Jugoslávský trikolorní honič byl vyšlechtěn na území dnešního Srbska v první polovině 19. století. Jeho předci byli honiči a místní psi. Byl využíván především jako lovecký pes pro lov drobné zvěře, jako jsou zajíci nebo lišky. Přesto byl občas využíván i při honech na vysokou. Jeho blízkým příbuzným je jugoslávský planinský honič, který vznikl přibližně ve stejnou dobu na stejném území. Až do roku 1946 byl jugoslávský trikolorní honič pokládán jen za barevnou variantu srbského honiče. Právě roku 1946 byla tato dvě plemena rozdělena a jugoslávský trikolorní honič získal vlastní plemenný standard. Na výstavě se tito psi poprvé objevili v roce 1950 a jednalo se o výstavu v Bělehradě, hlavním městě Srbska. O 11 let později, tedy v roce 1961, bylo plemeno oficiálně uznáno FCI.
V Česku je jediná chovatelská stanice, která se zabývá chovem těchto elegantních psů. Je vedena v Klubu chovatelů honičů ( http://www.klubhonicu.com)
Plemeno je nejvíce početné ve své zemi původu a v Řecku.

## Vzhled
Jugoslávský trikolorní honič je psí plemeno střední velikosti s jemnou, ale dobře osvalenou konstrukcí. Srst, která pokrývá celé tělo, je přiléhavá, na dotek jemná, s podsadou a izolující před zimou i vodou. Zbarvení může být standardní trikolorní (odtud také název plemene), černá, nebo bílá s pálením.
Tento pes se vyznačuje visícíma ušima a silnými stehny. Má také silné a tlusté polštářky. Tento pes má výraznou bílou šipku na hlavě a bílou špičku ocasu. V kohoutku měří psi 45–55 cm a feny 44–54 cm. Hmotnost standard neuvádí, ale pohybuje se okolo 22 a 23 kg.

## Charakter
Povahově je jugoslávský trikolorní honič přátelský, aktivní, inteligentní a bystrý pes se silně vyvinutým loveckým pudem. Na svém domácím území je klidný, uvolněný a hravý, naopak při lovu je energický, horlivý a neposedný. Vůči svým majitelům je loajální a plně oddaný, jejich změnu těžce nese. S dětmi vychází dobře a leckteré jejich hry přetrpí. S jinými psy dokáže při lovu spolupracovat, jinak je ignoruje, nemá potřebu s nimi vyhledávat kontakt. Vztah k jiným zvířatům bývá často napjatý, protože jugoslávský trikolorní honič má sklony zvířata pronásledovat a následně udávit, nehledě na to, že se s nimi již zná a ví, že to není správné. Jedná se o aktivní psí plemeno, které potřebuje dostatek pohybu a zábavy. Jeho výcvik není složitý a proto se hodí i pro začínající chovatele.